# Moje malá princezna
Moje malá princezna (v originále My Little Princess) je francouzsko-rumunský hraný film z roku 2008, který režírovala Eva Ionesco podle vlastního scénáře. Snímek byl poprvé uveden v rámci  Týdne kritiků na filmovém festivalu v Cannes dne 17. května 2011.

## Děj
Violetta je desetiletá dívka, která žije se svou babičkou. Její matka Hanna, která byla nějakou dobu nepřítomná, se náhle znovu objeví. Je fotografkou a požádá svou dceru, aby jí pózovala v pokoji. Babička, zbožná rumunská imigrantka, o tom neví, ale na Hannin návrat pohlíží s podezřením. To, co začíná jako pohádka – extravagantní šaty, flitry a honosná výzdoba, se později mění v noční můru. Matka Violettu nutí zaujímat stále sugestivní a vzhledem k jejímu nízkému věku nevhodné pózy. Fotografie se šíří a prodávají a Violettin život jako malé holčičky se obrátí vzhůru nohama. Vztah mezi Hannou a Violettou má daleko k běžnému vztahu matky a dcery. Matka věnuje veškerou pozornost svému umění a fotografii a proměňuje vlastní dceru, svou modelku, v objekt touhy. Následují fámy, urážky a rodinné problémy.

## Obsazení
| Isabelle Huppertová      | Hanna Giurgiu                    |
| Anamaria Vartolomei      | Violetta Giurgiu                 |
| Denis Lavant             | Ernst                            |
| Louis-Do de Lencquesaing | Antoine Dupuis                   |
| Georgetta Leahu          | Mamie                            |
| Jethro Cave              | Updike                           |
| Pascal Bongard           | Jean                             |
| Anne Benoît              | paní Chenus, sociální pracovnice |
| Johanna Degris-Agogue    | Apolline                         |
| Lou Lesage               | Rose                             |
| Nicolas Maury            | Louis                            |

## Ocenění
- César: nominace na nejlepší filmový debut (Eva Ionesco) a nejlepší kostýmy (Catherine Babu)
- Filmový festival v Bombaji: nejlepší film, nejlepší režie (Eva Ionesco), nejlepší herečka (Isabelle Huppert a Annamaria Vartolomei)